# Disciotis venosa
Pézize veinée
Espèce
Disciotis venosa, la Pézize veinée, est une espèce de champignons ascomycètes (Fungi) de la famille des Morchellaceae et du genre Disciotis. Morphologiquement proche des Pezizaceae, elle est placée dans les Morchellaceae à cause de ses caractères microscopiques. Ce champignon en forme de coupe est reconnaissable, parmi les autres Pézizes brunes, à sa grande taille, à ses veines convergentes vers son centre, à l'absence de poils sur la surface externe et à son odeur prononcée d'eau de Javel surtout lorsqu'il est froissé. La Pézize veinée pousse au printemps et apprécie les sols basiques et frais en forêt ouverte de feuillus. Saprobionte, elle se nourrit de matière organique en décomposition et peut se comporter à l'occasion en mycorhizien. Il s'agit d'un bon champignon comestible au goût de morille, l'odeur de chlore disparaissant à la cuisson. Cependant, la présence d'hydrazine devrait inciter à la prudence lors de sa consommation, la recommandation principale étant de faire bouillir les champignons et de jeter l'eau de cuisson. La Pézize veinée peut aussi servir d'indicateur de présence des Morilles. L'espèce est présente sur l'ensemble de l'Eurasie et en Amérique du Nord.

## Description

### Macroscopie

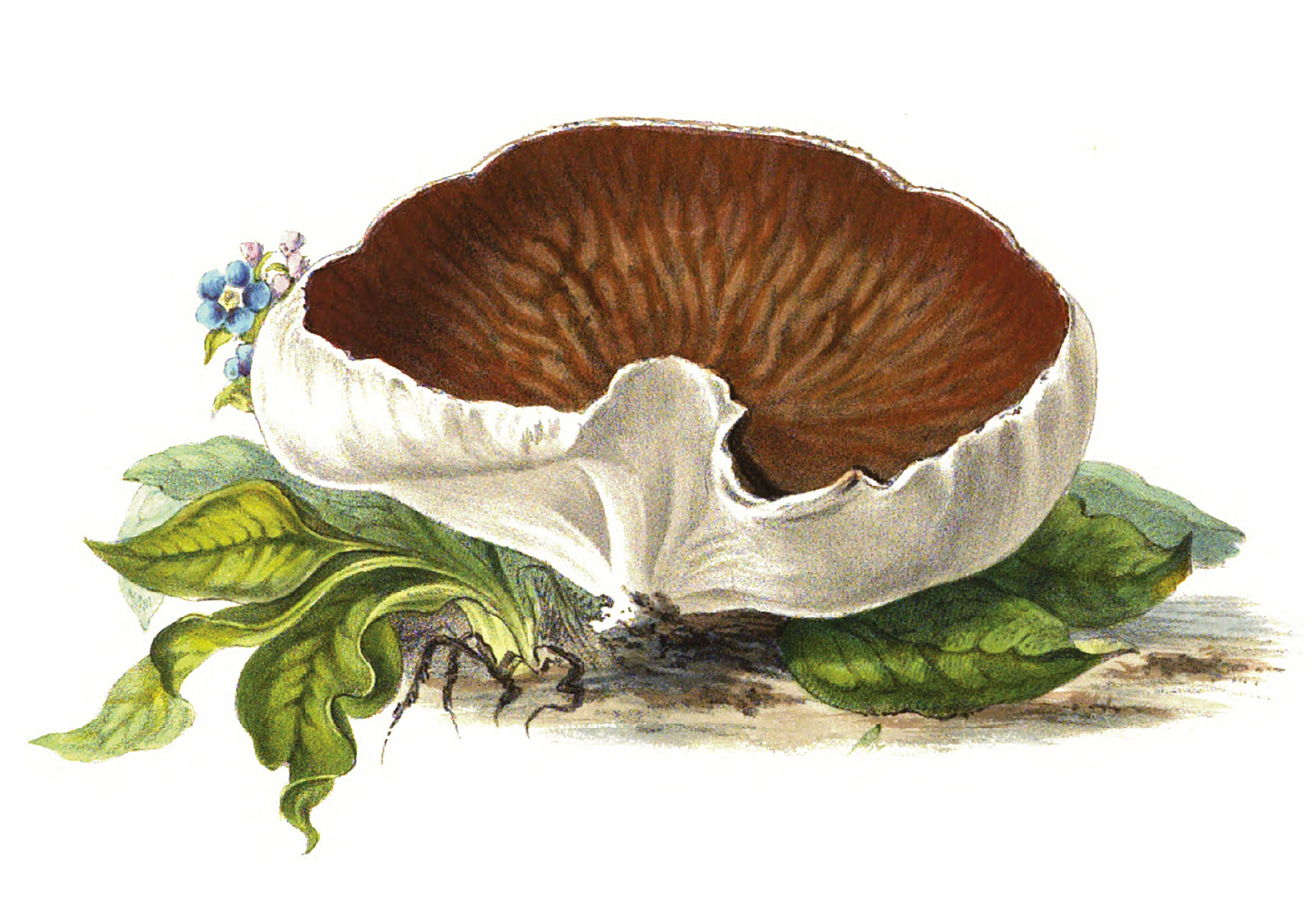
Disciotis venosa, illustration de la mycologue britannique Anna Maria Hussey (1865).

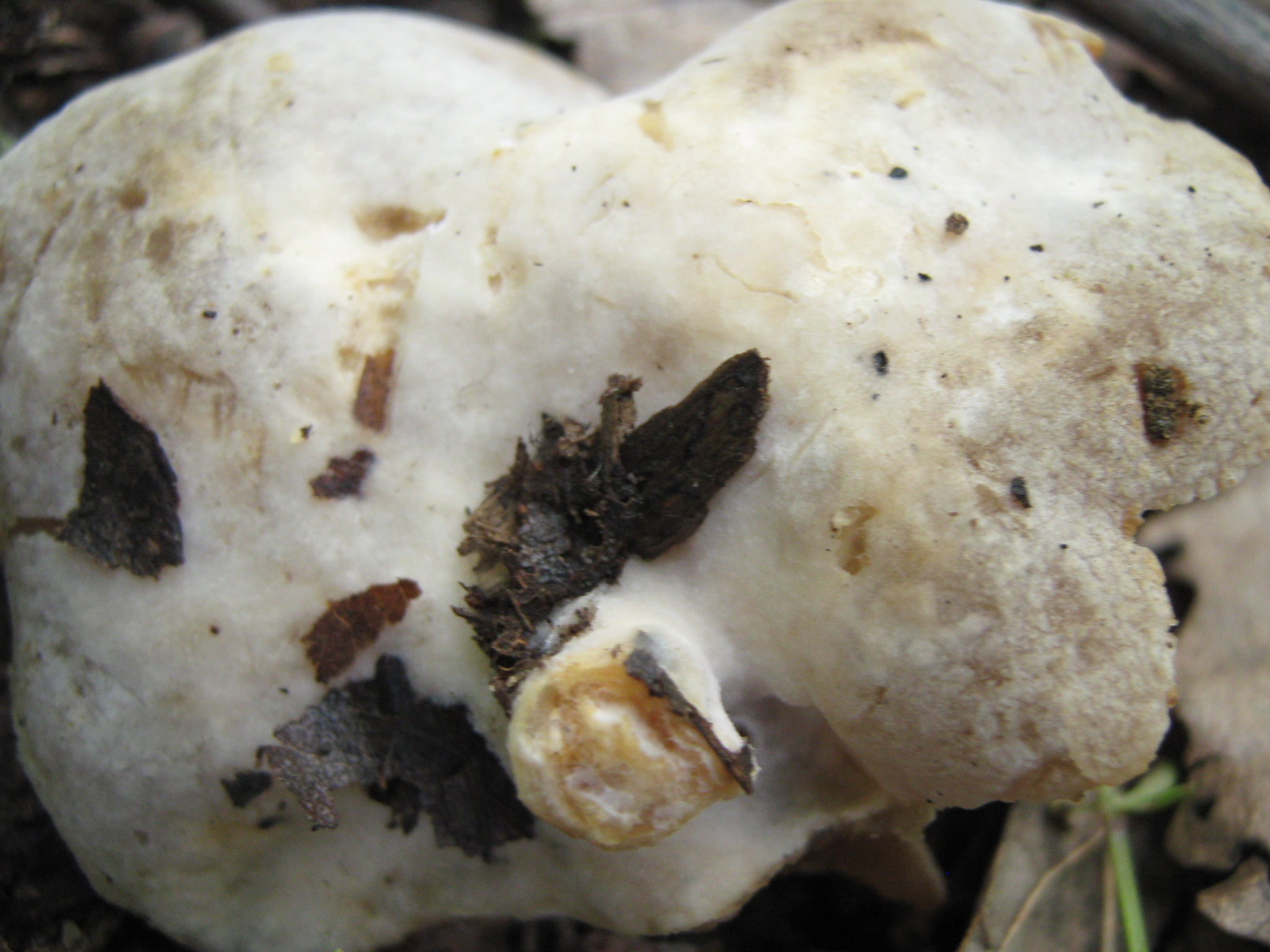
Disciotis venosa, vue de dessous.

La Pézize veinée produit une apothécie hémisphérique mesurant généralement de 50 à 100 mm de diamètre et jusqu'à 200 mm, en forme de coupe s’aplatissant rapidement en un disque plus ou moins bombé et régulier tout en s'ondulant et se fendant avec l'âge. La partie interne productrice de spores, l'hyménium, est lisse et colorée de brun clair ou brun noisette foncé. Elle présente de nombreuses et fortes nervures plissées partant du centre jusqu'au bord. Cependant, cette caractéristique typique peut être absente dans sa prime jeunesse. La cuticule externe est un peu plus pâle à ocracée, sillonnée en négatif des nervures de l'hyménium et entièrement furfuracée, c'est-à-dire couvert d'une fine poussière blanche. La marge est ondulée et souvent enroulée, plus pâle que l'hyménium et a tendance à se fendre avec l'âge. La chair est élastique puis brusquement cassante, blanchâtre à beige en vieillissant. Elle diffuse une forte odeur d'eau de Javel typique au moins marquée au froissement et sa saveur est douce. Plutôt fine, elle mesure de 1 à 3 mm d'épaisseur. Le pied est souvent presque absent ; lorsqu'il est visible, il est trapu, typiquement sillonné ou côtelé, mesure tout au plus 1 cm de haut, est de la même couleur que la surface extérieure et est formé par la confluence des nervures en un seul point. Il est souvent enterré et solidement ancré au sol,,,,,,,,.

### Variabilité
Il existe des formes de Pézizes veinées exubérantes arborant des nervures particulièrement prononcées surtout lors du vieillissement. Petit à petit, leur silhouette a tendance à s'avachir voire à se plaquer au sol et leur marge à réfléchir. Elles ont un temps été identifiées comme appartenant à la variété reticulata (Grev.) Boud mais elles ne diffèrent pas du type au niveau microscopique. Elles sont aujourd'hui considérées comme des morphoses liées aux conditions écologiques ; la variété étant dès lors obsolète,.

### Microscopie
Disciotis venosa présente des spores ellipsoïdales mesurant de 20 à 30 µm de long pour de 12 à 15 µm de large. Elles sont lisses, hyalines ou légèrement jaunâtres, à parois épaisses, parfois avec de petites granules internes ou externes aux extrémités. La sporée est jaune pâle, brunâtre à orangée. Les spores sont produites par huit en une file unique dans des asques cylindriques à claviformes, non amyloïdes qui mesurent de 300 à 350 µm de long pour 17 à 23 µm de large. Les paraphyses, de longues cellules stériles qui mesurent jusqu'à environ 10 µm de large, sont minces, cylindriques, septées, simples ou bifurquées, au sommet en massue et contenant un pigment brunâtre,,,,,,,.
Disciotis venosa ressemble extérieurement aux grandes espèces du genre Peziza alors qu'elle est étroitement liée à Morchella, Verpa et Mitrophora. En effet, elle partage avec elles la présence de minuscules granules externes à chaque extrémité des spores. De plus, ses asques ne bleuissent pas à l'iode, contrairement à l'ensemble des Pezizaceae,.

Étude microscopique de Disciotis venosa, la Pézize veinée.
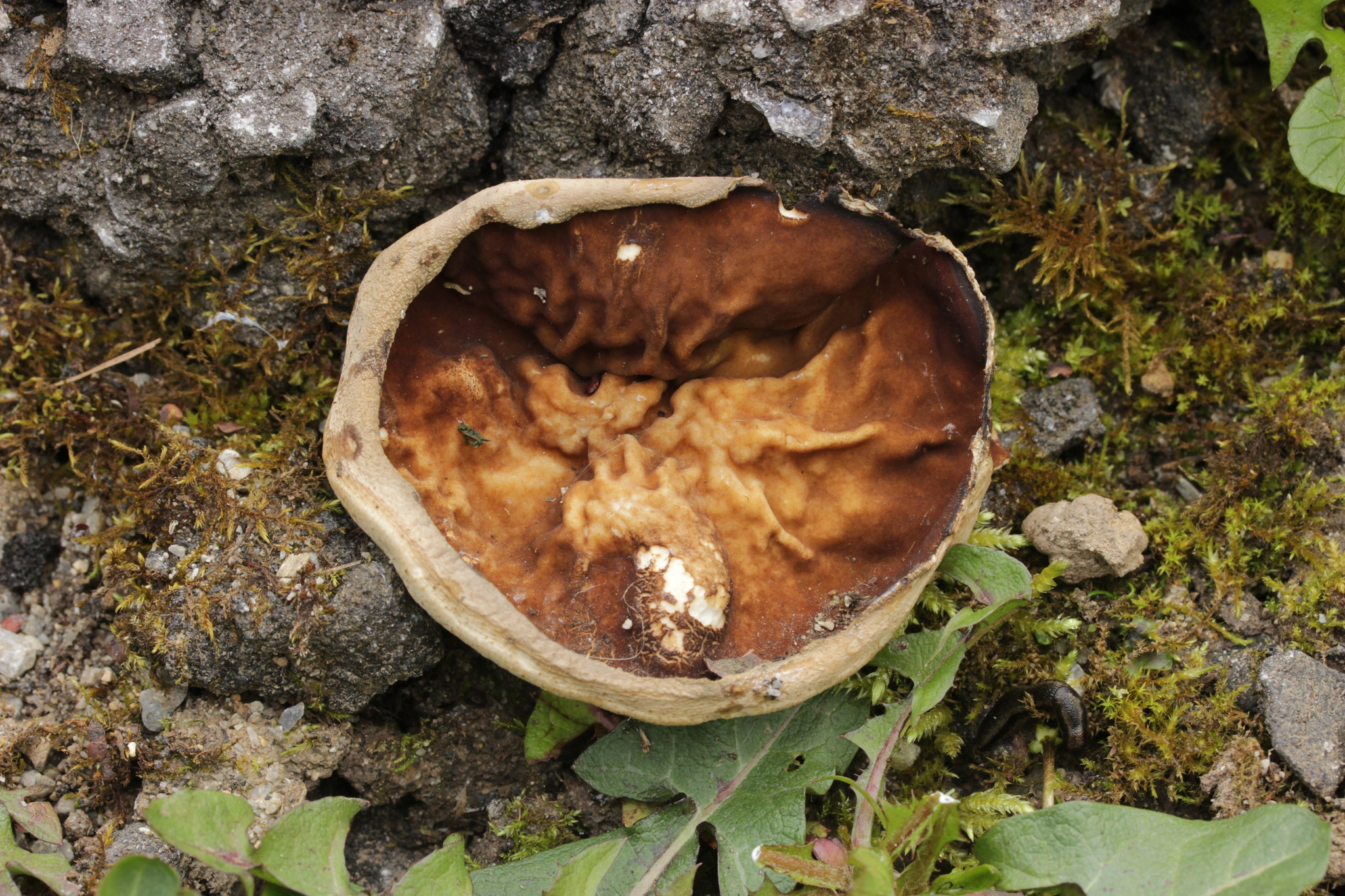
Spécimen récolté à Heiligenhaus en Rhénanie-du-Nord-Westphalie, Allemagne.
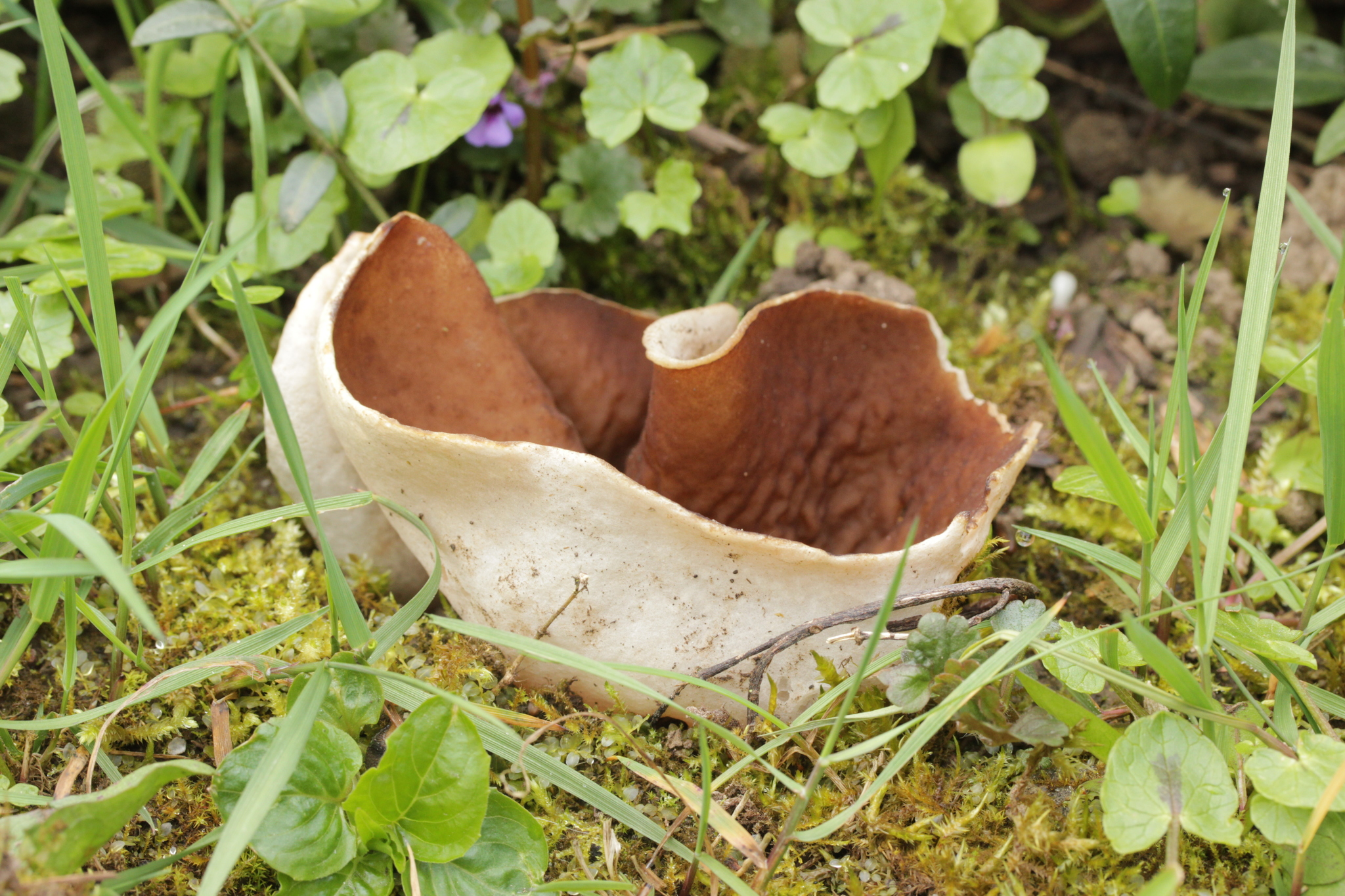
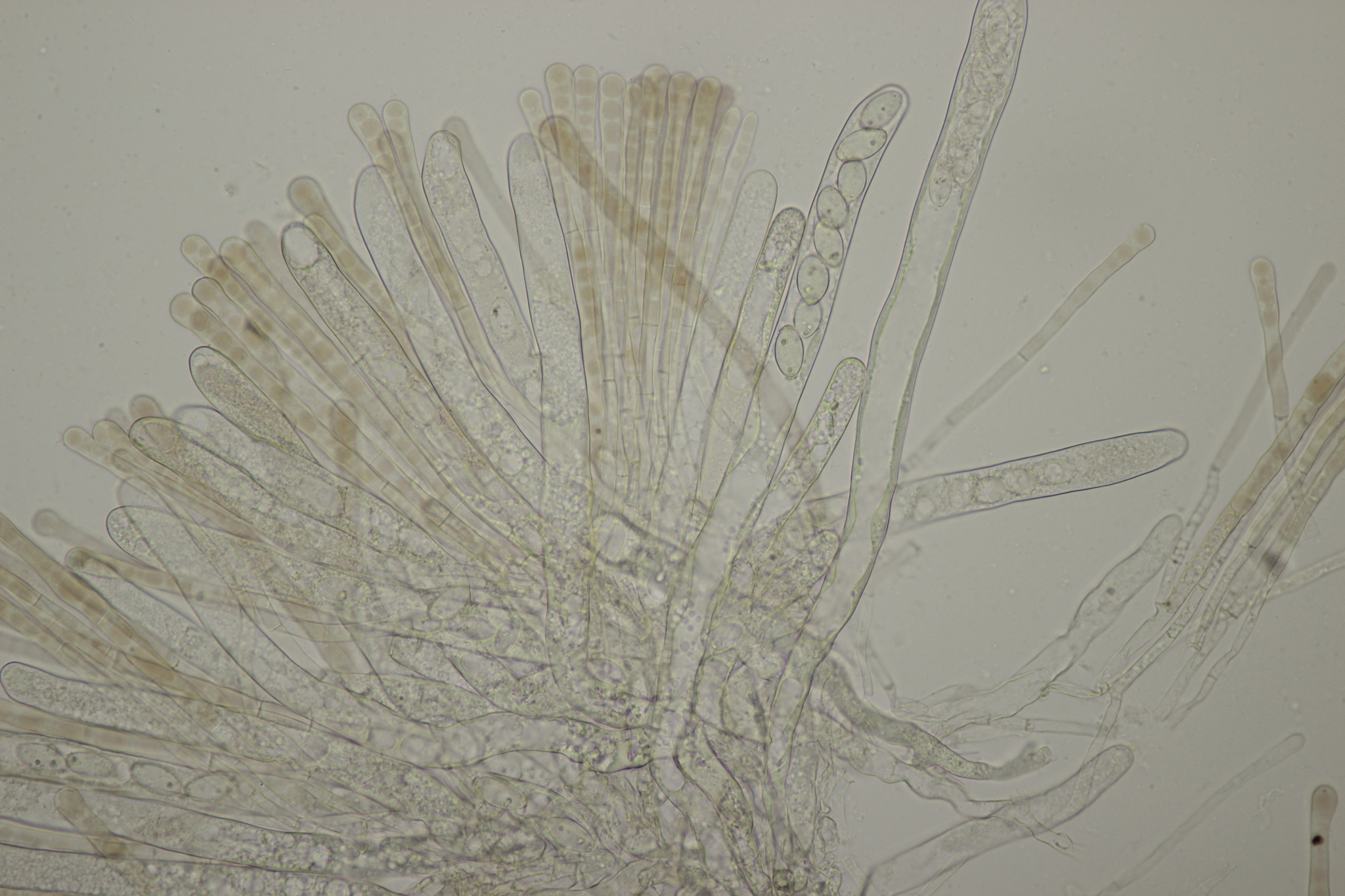
Asques
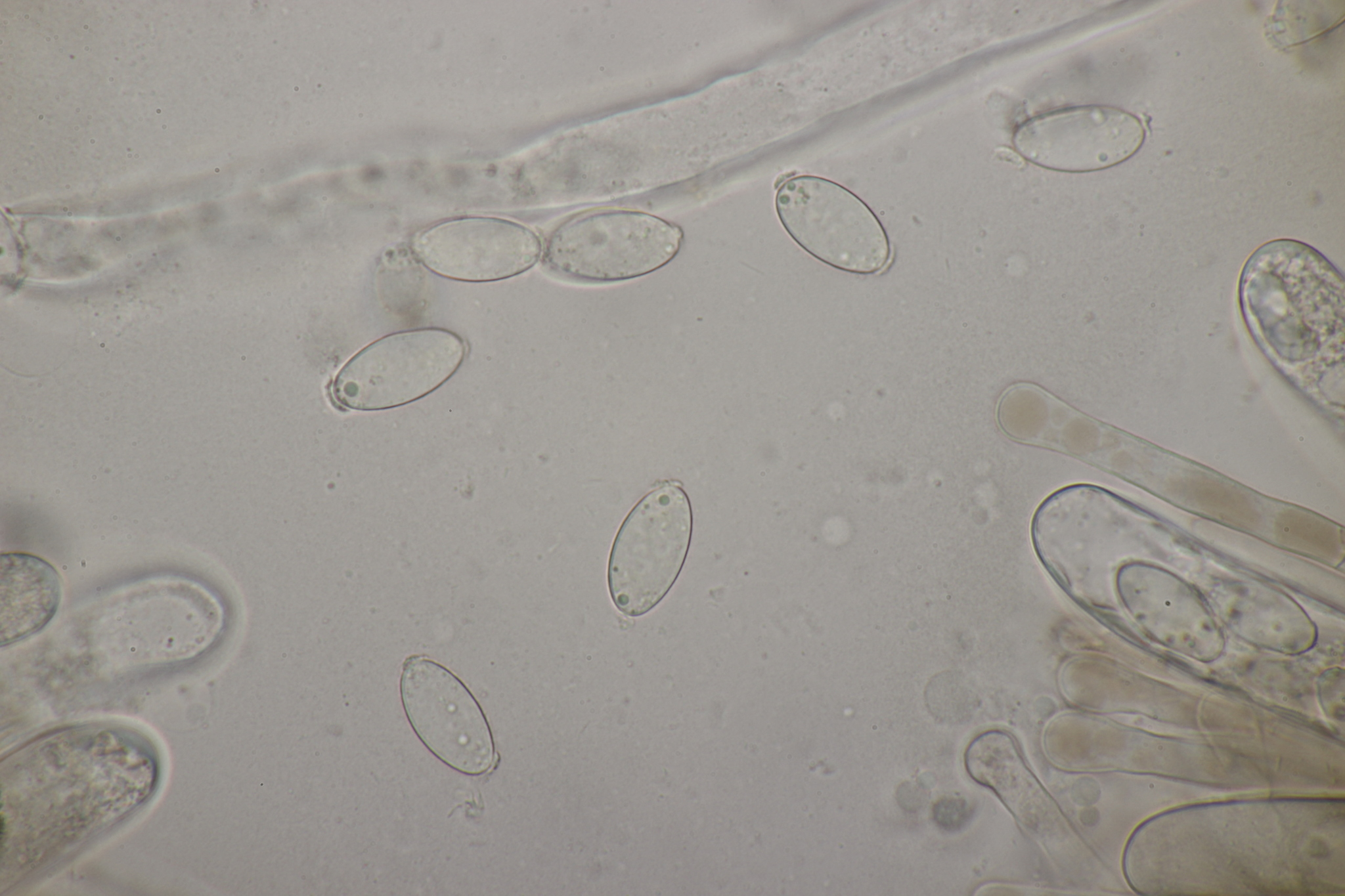
Spores
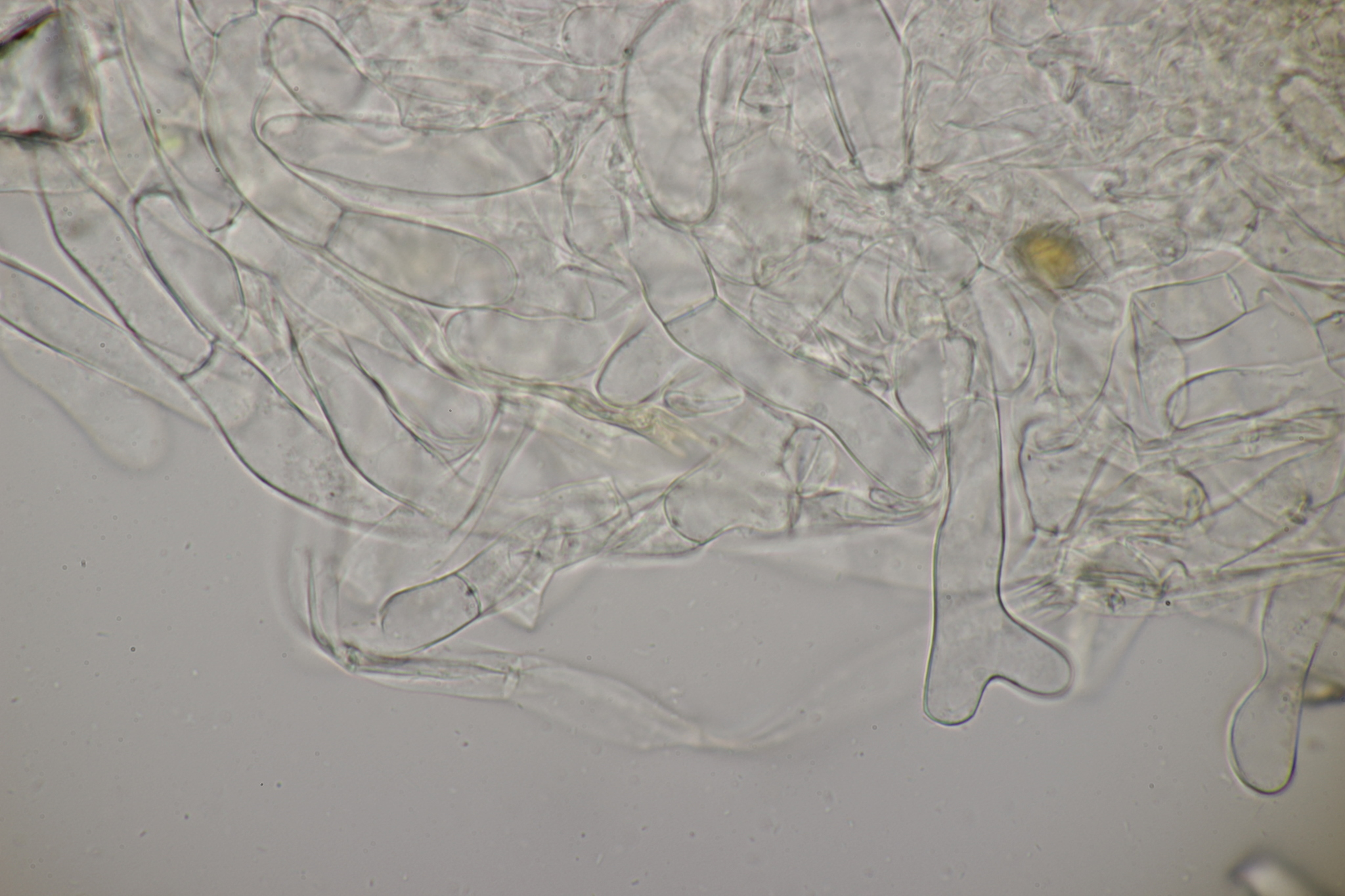
Poils de la face externe de l'apothécie.

## Écologie et répartition

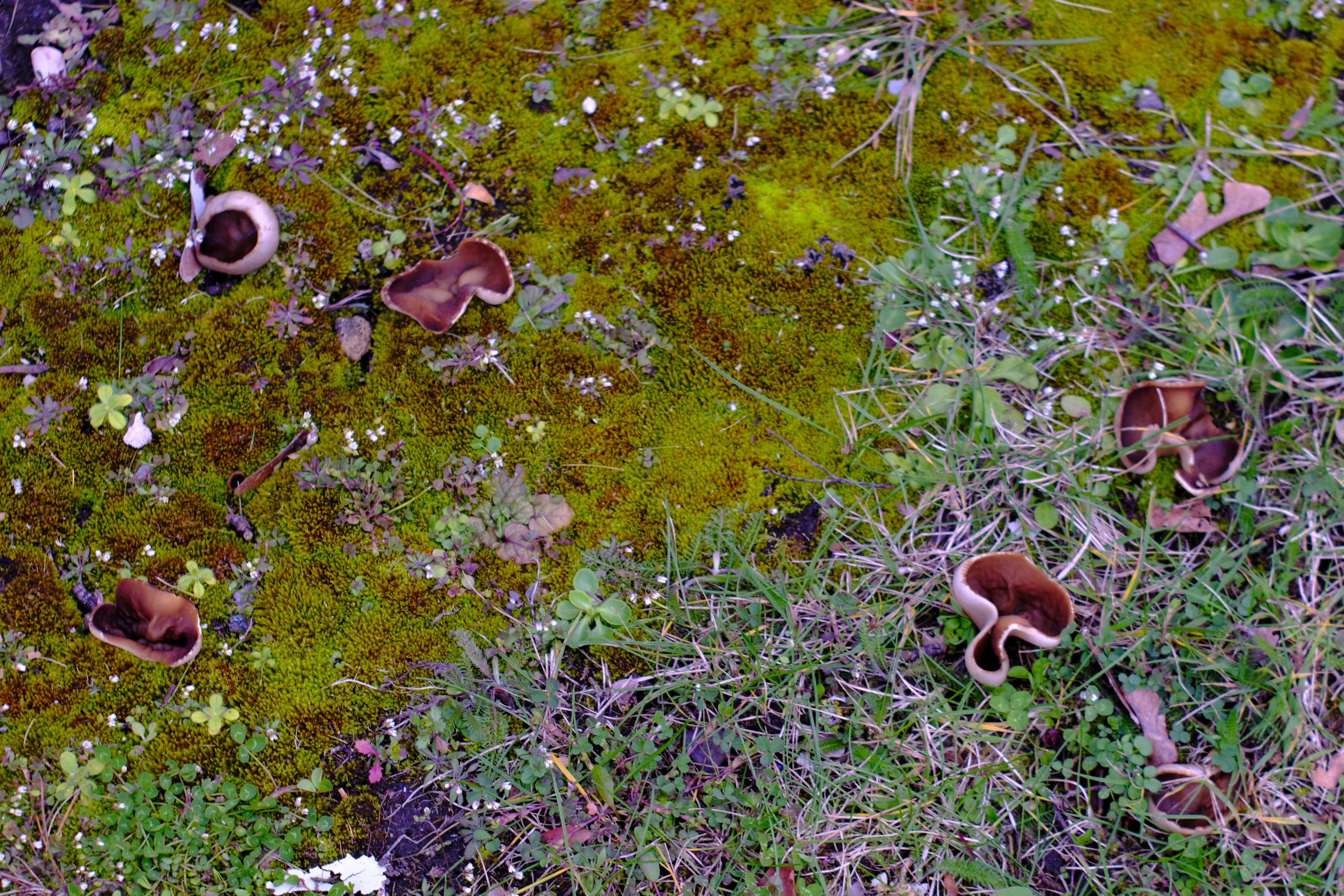
Disciotis venosa : vue générale (Angleterre)

La Pézize veinée pousse du printemps au tout début de l'été, de façon isolée, dispersée ou en petites troupes sur la terre nue ou recouverte de mousse dans les clairières et forêts clairsemées de feuillus et plus rarement sous conifères sur les sols basiques humides, notamment près des cours d'eau dans les ripisylves, mais aussi plus rarement au sein des prairies humides voire dans certaines cultures,,,,. Les arbres sous lesquels elle se développe sont principalement les Frênes, les Hêtres, les arbres fruitiers (notamment le Poirier), les Érables et les Chênes ainsi que les Caryers dans l'est de l'Amérique du Nord,.
Espèce saprobionte, c'est-à-dire se développant à partir de la matière organique en décomposition, elle est également facultativement mycorhizienne, c'est-à-dire en association avec les plantes et arbres environnants,, les recherches de taux d'azote (propre aux saprobiontes) et de carbone (propre aux mycorhiziens) démontrant une préférence nette pour la saprotrophie. Son écologie est proche de celle des Morilles dont elle s'avère être un bon indicateur de présence.
L'espèce est présente sur l'ensemble de l'écozone holarctique, notamment en Europe et en Afrique du Nord où elle est assez courante à assez rare dont la France, la Suisse, l'Italie, le Royaume-Uni où elle peut être localement fréquente,, la Suède et l'Espagne ainsi qu'en Amérique du Nord où elle est largement distribuée et occasionnelle mais reste rare au Québec.
La Pézize veinée est inscrite dans quelques listes rouges nationales comme en Turquie où l'espèce est considérée comme en danger critique, en Pologne où elle est considérée comme rare et en Bulgarie.

## Confusions possibles

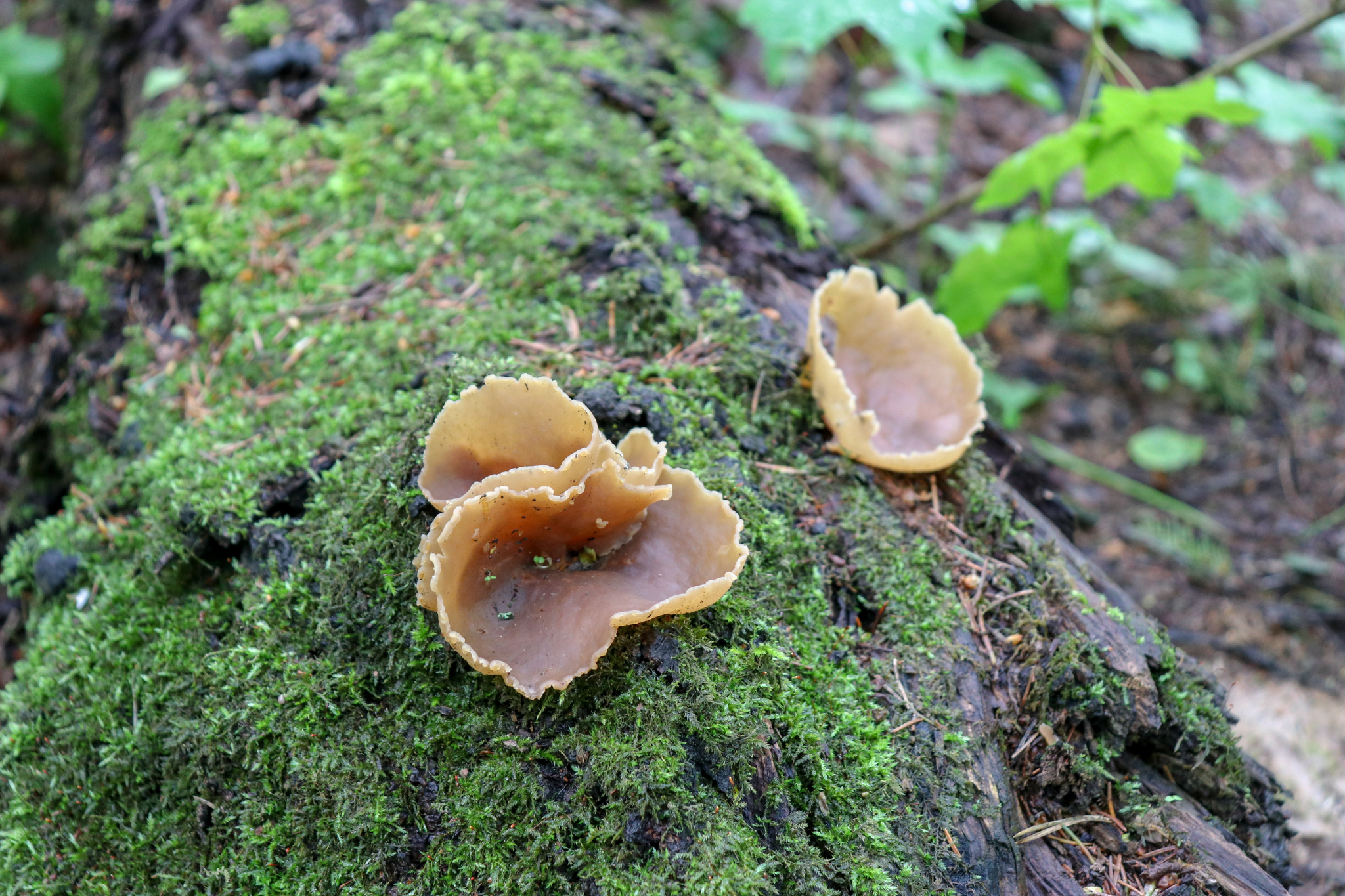
Peziza varia.

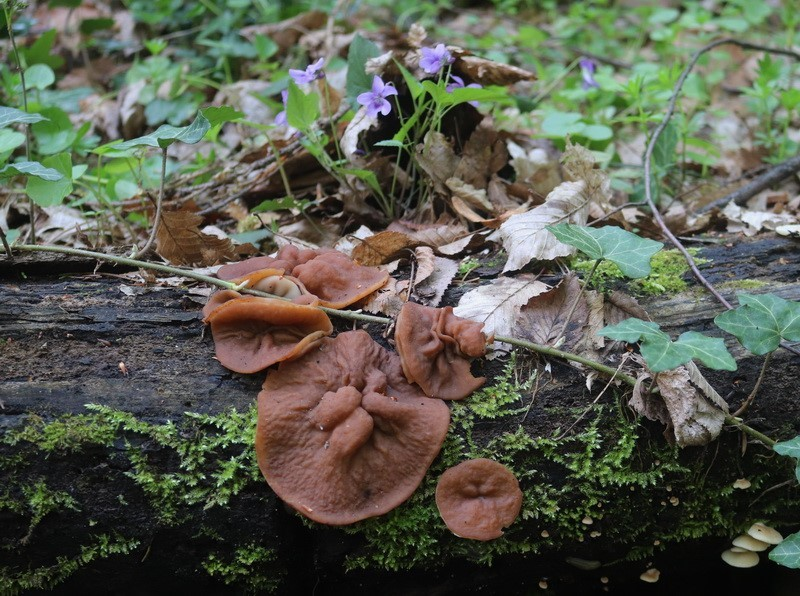
Gyromitra parma

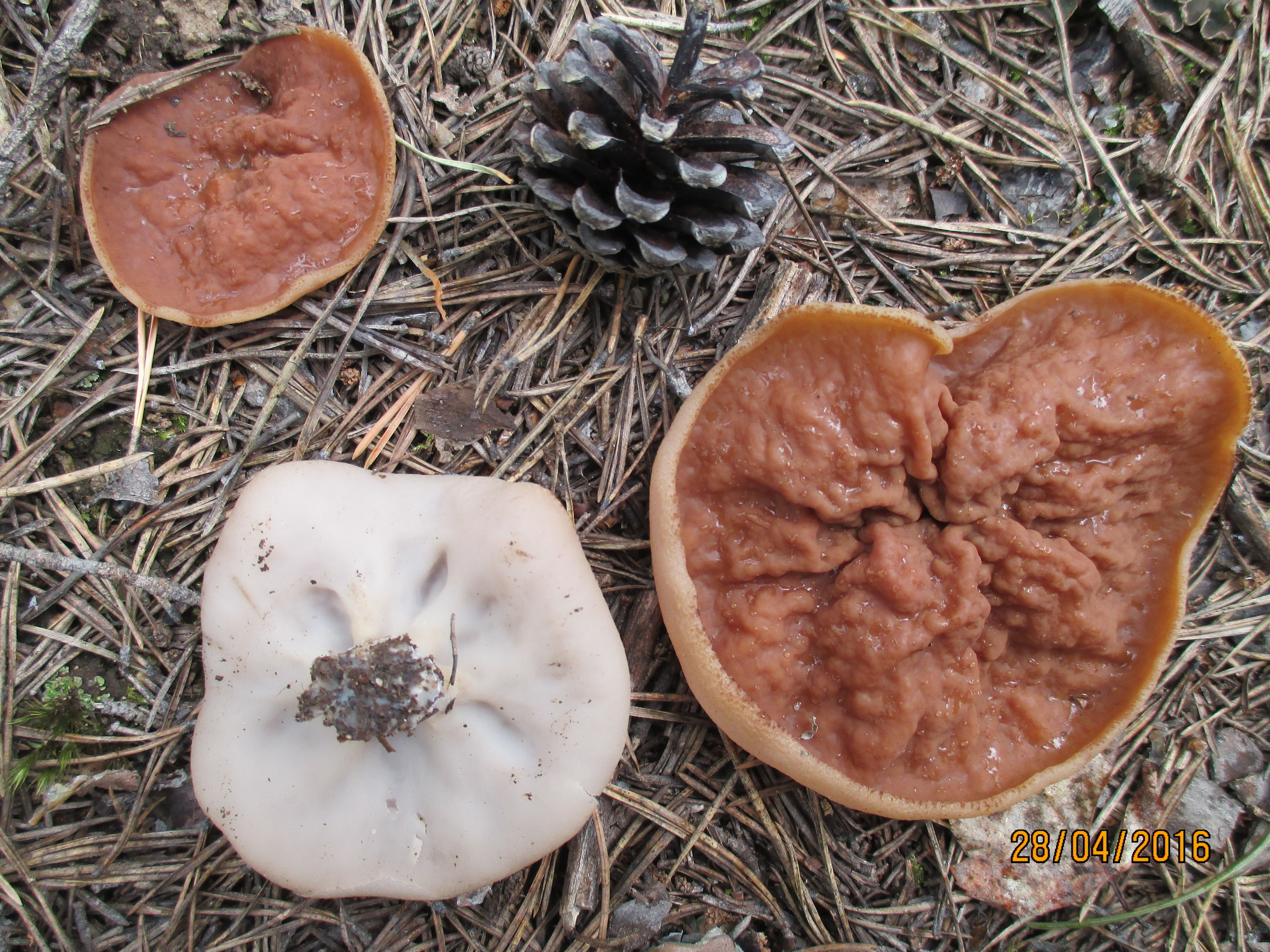
Discina ancilis

Disciotis venosa est une espèce caractérisée par sa grande taille mesurant généralement jusqu'à 150 mm de diamètre à maturité, son apothécie légèrement bombée et irrégulière, sa face interne fortement veinée radialement, sa face externe ne présentant pas de poils, l'odeur de chlore que dégage sa chair et son développement sur sol forestier plutôt humide,.
Parmi le genre Disciotis, Disciotis maturescens se distingue de D. venosa par sa taille plus petite, par la couleur de sa face interne plus brun rouille, et par celle de la surface externe plus rosée et surtout par des spores dont la maturité est plus précoce, les asques étant toujours mûres à point,. En Amérique du Nord, le genre Disciotis n'est pas clairement circonscris, les spécimens considérés comme D. venosa pourraient être différents des exemplaires européens et appartenir à une ou plusieurs espèces cryptiques.
Parmi les espèces de la famille des Morchellaceae, Discina ancilis est également particulièrement proche, sa cuticule étant également veinée mais elle n'émet pas d'odeur de chlore. De plus, elle pousse sur les troncs et les souches de conifères, principalement d'Épicéa mais elle peut parfois apparaître sur la terre poussant sur du bois enterré. Gyromitra leucoxantha et Gyromitra parma sont également proches mais elles ne présentent pas d'odeur de chlore et leurs spores sont verruqueuses et comportent un appendice hilaire,. 
Parmi les espèces brunes de la famille des Pezizaceae, Peziza repanda et P. varia sont morphologiquement proches de Disciotis venosa, principalement à cause de leur coloration, mais elles ne dégagent pas d'odeur, leur hyménium n'est pas veiné, leurs asques sont amyloïdes et leurs spores sont plus petites. Peziza domiciliana est similaire en apparence, mais plus petite en taille, elle est également sans odeur et sans veines et présente des asques avec un sommet amyloïde. De plus, ses spores ellipsoïdales, lisses ou finement mouchetées, mesurent 20 µm de long par 10 µm de large. Enfin, elle pousse préférentiellement sur des sols nus et plus ou moins pierreux ou sablonneux.

## Comestibilité

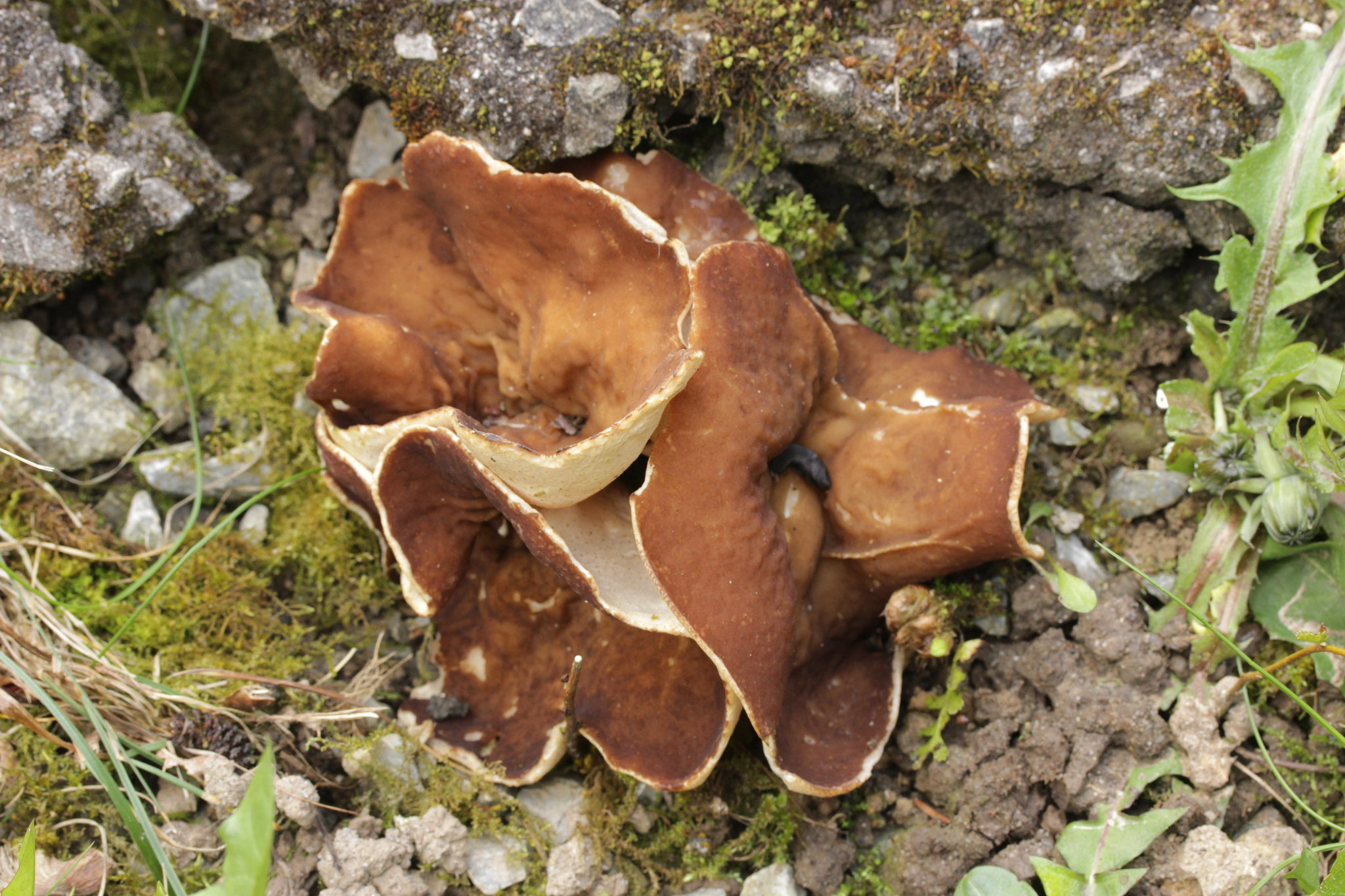
Disciotis venosa (Allemagne)

La Pézize veinée est considérée comme un bon champignon comestible par les mycologues français et américains, par l'ANSES française et le SPF Santé publique belge. Elle est absente de l'ordonnance du DFI suisse et de la réglementation de la filière mycologique de la Mauricie québécoise. 
Sa chair cassante et fragile et son pied solidement ancré rendent sa cueillette délicate mais les quantités récoltées peuvent être appréciables,. En Europe occidentale, aucune Pezizaceae brune n'est véritablement toxique mais elles ne sont pas toutes bonnes d'un point de vue gustatif. Par contre, les Gyromitres ressemblantes peuvent être dangereuses. 
Sa texture est croquante et sa saveur douce, l'odeur d'eau de Javel à l'état cru disparaissant lorsqu'elle est cuite,. Son goût rappelle celui des morilles ; certains affirment qu'elle est tout aussi délicieuse, alors que d'autres la trouvent plus tendre, moins fine et moins sapide. La dessiccation lui convient bien mais elle a tendance à s'effriter.
La très grande proximité génétique de Disciotis venosa avec le genre Verpa et notamment Verpa bohemica et la présence d'hydrazine au sein des deux espèces devraient inciter à la prudence,. En effet, bien que la Verpe de Bohême soit considérée comme comestible et largement appréciée, une étude de 2020 a démontré son potentiel cancérigène et de détérioration des neurones à travers l'hydrazine qu'elle contient. Cette molécule étant hydrosoluble, il est donc fortement conseillé de ne pas consommer les champignons, frais ou sec, sans une cuisson efficace obligatoire dans de l'eau bouillante pendant au moins 10 minutes ou plus, en jetant l'eau avant utilisation,,,. La congélation ordinaire et la décongélation ultérieure sont connues pour réduire la teneur en composés hydraziniques du champignon, ce qui n'est pas le cas de la dessication. Enfin, la quantité consommée devrait être limitée, au maximum, à un apport toléré de 100 g frais (ou équivalent frais) par semaine en un ou plusieurs repas.

## Taxonomie
Cette espèce est décrite pour la première fois par le naturaliste autrichien Franz Xaver von Wulfen dans le sens de l'école de Carl von Linné, sous le nom de Helvella cochleata dans son article « Plantae rariores carinthiacae » de 1781 publié dans un ouvrage de Nikolaus Joseph von Jacquin. Dix ans plus tard, en 1791, le naturaliste français Pierre Bulliard change le nom générique en Peziza pour donner le binôme Peziza cochleata dans le tome I de son ouvrage Histoire des champignons de la France,.
En 1801, le mycologue parisien d'origine sud-africaine Christian Hendrik Persoon renomme l'espèce en Peziza venosa sans faire référence à Wulfen ou Bulliard. Le mycologue suédois, père de la mycologie moderne, Elias Magnus Fries sanctionne sa description et la place dans le genre Discina sous le binôme Discina venosa dans le volume II de son ouvrage « Systema mycologicum » de 1822,.
En 1893, deux mycologues français Émile Boudier et Léon Arnould placent l'espèce dans le nouveau genre Disciotis créé par Boudier pour construire le binôme Disciotis venosa, qui fait référence au nom de Persoon. Il s'agit de l'espèce type de ce genre. Cependant, ils publient leur recombinaison séparément dans la même revue du Bulletin de la Société Mycologique de France dans l'article « Rapport sur les excursions faites par la Société Mycologique de France » pour Boudier et dans l'article « Liste des espèces de champignons récoltés dans la Picardie » pour Arnould,. Depuis lors, les mycologues discutent de l'identité du donneur du taxon, certains se référant à Boudier,, d'autres à Arnould,,,,.

### Noms français
En français, Peziza venosa est nommée de son nom normalisé et vulgarisé d'après le basionyme de Personn « Pézize veinée, ». Ce champignon est également appelé de son nom vernaculaire « Oreille de cochon ».

### Synonymie
Disciotis venosa a pour synonymes :